# Коппи, Ганс (младший)
Ганс Коппи-младший (нем. Hans Coppi junior), (27 ноября 1942 года, Берлин, Германия) — немецкий историк, сын антифашистов Ганса и Хильды Коппи.

## Биография
Ганс Коппи-младший родился в женской тюрьме на Барнимштрассе в Берлине. Оба его родителя были сначала арестованы, затем казнены в нацистской Германии за связь с организацией «Красная капелла». Коппи младший рос в семье своих бабушки и дедушки.
Коппи-младший был членом партии СЕПГ, в которой был секретарём партии на одном из предприятий. Также с 1984 по 1987 годы состоял работником окружного комитета СЕПГ в Берлине. В 1990—1994 годах был научным сотрудником музея Немецкое сопротивление.  С 1997 по 2002 годы был руководителем проекта музея концлагеря Заксенхаузена для электронного поиска архивных источников.
В 1999 году Гертье Андерсен и Ганс Коппи-младший опубликовали собрание писем Харро Шульце-Бойзена Dieser Tod passt zu mir («Смерть мне подходит»).
Коппи-младший женат и имеет трёх дочерей.